# Економска класа
Економска класа је најнижа путничка класа у авиону, возу, а понекад и на трајекту или броду. Историјски гледано, ова класа путовања се звала туристичка класа или трећа класа на крузерима.

## Бродови
Путничке класе су настале на једрењацима у 18. веку. Класа за имућније путнике укључивала је мале кабине и заједничку трпезарију, док је „управљач“ обезбеђивао отворене палубе са лежајевима, често у близини опреме која је управљала кормилом или у преуређеном товарном простору на простору „између палубе“, где су сиромашнији путници кували своје сопствени оброци.
Са доласком пароброда, конкуренција између компанија за прекоокеанске бродове навела је неке компаније као што је Inman Line да понуде додатне опције економским путницима који желе да емигрирају, укључујући мале заједничке кабине и редовне оброке који су названи "трећа класа". Многи велики бродови развили су три, а понекад и четири одвојене кабине, трпезарије и рекреационе просторе за путнике прве, друге, треће и управљачке класе.
Након што су путовања имиграната престала почетком 1920-их, класа управљања је напуштена, а кабине треће класе су често унапређиване, преуређене и понуђене путницима са ниским ценама као „туристичка класа“. Ово је постало главна нискобуџетна класа за путовања океаном, постепено замењујући трећу класу, посебно током процвата имиграције након Другог светског рата.
Како су се прекоокеански бродови прилагођавали губитку путника због ваздушног путовања и прешли на рекреативна крстарења 60-их, већина бродова је постала „једна класа“ да би штедели на одвојеним рекреативним и трпезаријским нивоима. Међутим, еволуција крузера довела је до разних врхунских услуга и ексклузивних трпезарија.

## Премијум економска класа
Многе авио-компаније нуде премијум економску класу путницима који су спремни да плате нешто више за боља седишта и, у неким случајевима, бољу услугу. Премијум економска класа је позиционирана као средина између стандардне економске класе и пословне класе у смислу цене, удобности и погодности. У неким авио-компанијама, као што је Вест џет, премијум економска класа је заменила бизнис класу или прву класу као највишу класу услуге на кратким летовима. Дефиниција за премијум економску класу није стандардизована и увелико варира од авио компаније до компаније. Обично ово укључује веће наслоњаче, боље опције за ручавање, комплементарна алкохолна пића и прибор за удобност.

## Економска плус класа
Економска плус класа је побољшана услуга коју нуде неке авио-компаније. Ова седишта се нуде онима са постојећим економским картама ако плате накнаду за избор седишта и могу се бесплатно доделити члановима програма лојалности авио-компаније. За разлику од премијум економског типа, економска плус класа се и даље сматра економичним решењем, са истом шифром основне цене. Седишта имају више простора за ноге од осталих седишта. Они такође могу доћи са неким благим погодностима као што су комплементарна алкохолна пића или приоритетно укрцавање. Авиокомпаније које нуде економични плус укључују Јунајтед ерлајнс, Американ ерлајнс, Делта ерлајнс и Џетблу 

## Основна економска класа
Основна економска, односно пета класа (ако се премијум економска рачуна као трећа класа, а стандардна економија се рачуна као четврта класа) или последња класа, је класа испод регуларне економије.  Основну економску класу је први обезбедио Делта ерлајнс за америчко домаће тржиште 2012., а затим су га пратили Американ ерлајнс (АА) и Јунајтед ерлајнс за неке домаће линије.  И Делта и Американ такође планирају да обезбеде основну економску класу за међународне руте, које би могле да виде и друге авио-компаније да их следе, што би довело до глобалног усвајања.  Класа је критикована као "паметан начин да се подигне цена стандардних економских карата" и због својих лоше дизајнираних алгоритама за одређивање цена.